# Antônio Carlos e Jocáfi
Antônio Carlos e Jocáfi é uma dupla brasileira formada em 1969 pelos músicos Antônio Carlos Marques Pinto (Salvador, 24 de outubro de 1945) e José Carlos Figueiredo (Salvador, 21 de dezembro de 1944).

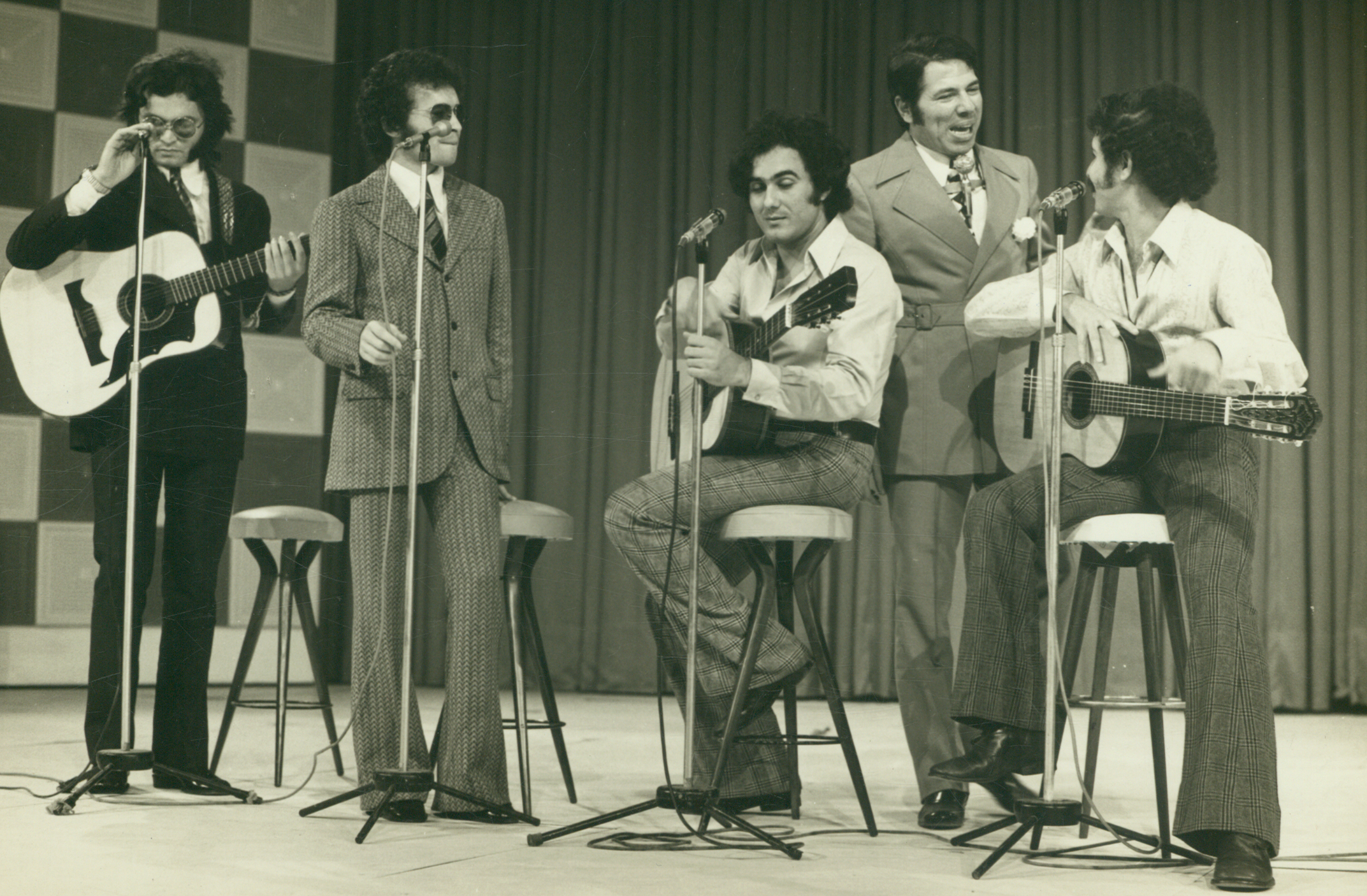
Antônio Carlos e Jocáfi (sentados), conversando com Silvio Santos e ao lado da dupla Dom e Ravel (em pé), 1972.

Muitas de suas canções fizeram parte da trilha sonora de muitas telenovelas, algumas como tema de abertura. Canções como "Você abusou" foram sucesso na voz de Maria Creuza, que mais tarde se casou com Antônio Carlos. Essa canção foi adaptada em francês: é a "fais comme l'oiseau" de Michel Fugain.
Outros sucessos:
- "Jesuíno Galo-Doido"
- "Dona Flor e Seus Dois Maridos"
- "Desacato"
- "Toró de lágrimas"
- "Mas que doidice"

## Discografia[1][2]
- Mudei de idéia (1971) - RCA Victor - LP
- Cada segundo (1972) - RCA Victor - LP
- Antonio Carlos & Jocafi (1973) - RCA Victor - LP
- Definitivamente (1974) - RCA Victor - LP
- Ossos do ofício (1975) - RCA Victor - LP
- Louvado seja (1977) - RCA Victor - LP
- Elas por elas (1978) - RCA Victor - LP
- Trabalho de Base (1980) - RCA Victor - LP
- Pássaro fugido (1984) - Lança/Polygram - LP
- Feitiço moleque (1986) - Continental - LP
- Samba, prazer e mistério (1994) - RCA/BMG - -LP/CD
- Grandes autores: Antônio Carlos e Jocáfi (1995) - BMG - CD
- Alto da Maravilha (2022) - Máquina de Louco